# PlayMax
PlayMax és una plataforma mexicana gratuïta que compta amb una gran nombre de contingut audiovisual online en diferents idiomes (bàsicament anglès i espanyol, i VOSE amb subtítols). Va ser creada l'any 2013 i actualment té més de 1.000.000 usuaris registrats, competint al costat d'altres grans plataformes d'streaming com la hackejada Pordede (actualment Plusdede) o PelisMagnet.

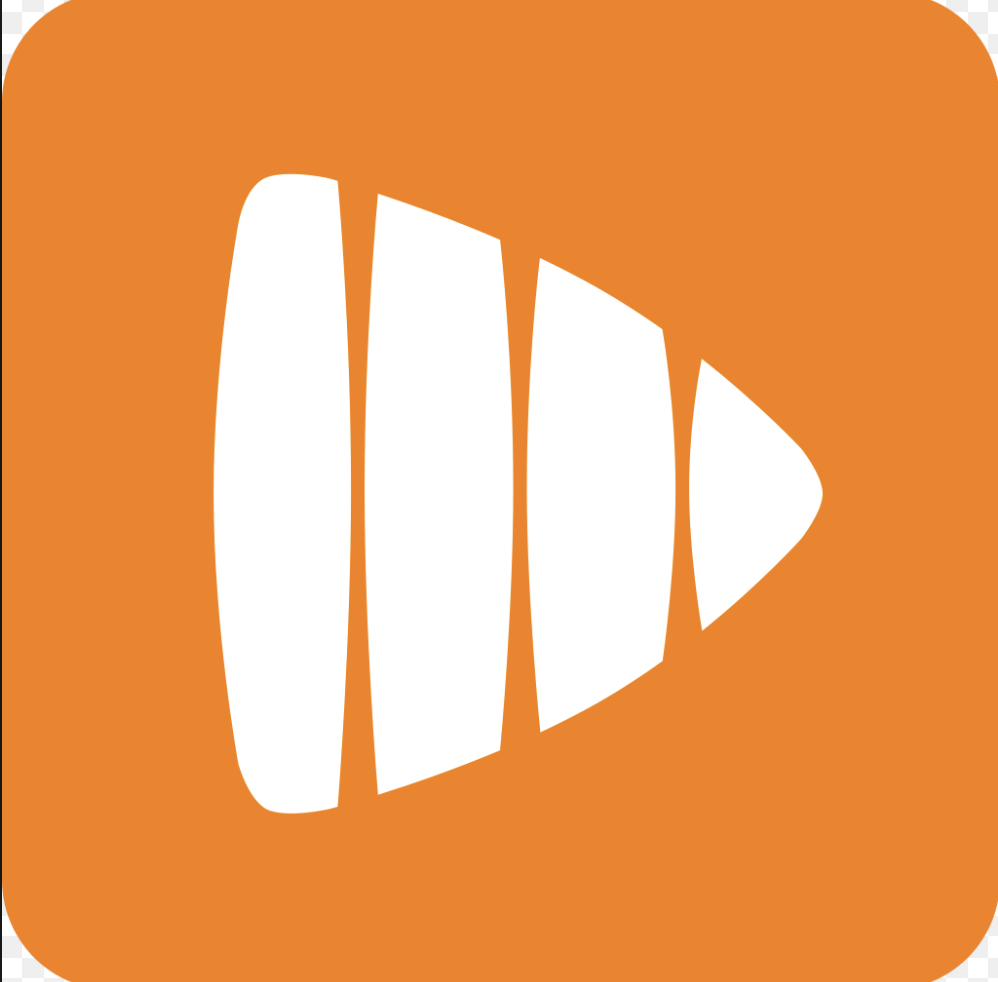
Logo de PlayMax

La seva interfície gaudeix d'un catàleg de sèries i pel·lícules força extens, al qual podem accedir una vegada ens hem registrat a la pàgina web i hem creat un compte d'usuari que posteriorment podrem personalitzar.
Playmax també compta amb una aplicació per a mòbil, concretament per Android, anomenada PlayMX, que ha estat programada per un desenvolupador extern a la web (el mateix equip que va programar l'app de Pordede). Aquesta té les mateixes funcions que el web i està disponible per descarregar gratuïtament des de Google Play. Tot i la pujada en el nombre d'usuaris, Playmax s'ha mantingut estable i són molt poques les caigudes que ha registrat en els seus serveis, a excepció d'algun problema d'accés puntual i poc més.
Tant la pàgina web per a ordinador com l'aplicació de PlayMax permeten visualitzar tota mena de contingut audiovisual classificat per títols, temporades i capítols, així com accedir a les fitxes d'aquests títols, i fins i tot a biografies d'actors i directors. Així mateix, gaudeix d'altres categories d'aquest tipus de serveis, com Recomanacions, Tràilers i Notícies. També té un apartat de llistes PlayMax creades pels usuaris, que són una guia molt útil per decidir què veure, i una secció de crítiques i opinions fetes pels usuaris amb valoracions.
A més a més, l'app de PlayMX ens permet descarregar el contingut a visualitzar en el nostre dispositiu (mòbil o tablet) per veure'l posteriorment offline (fora de línia). L'aplicació és compatible amb Chromecast, per tant, podem visualitzar els films des de la televisió del saló de casa.
Fins fa poc, si desitjàvem veure els continguts online, ho feiem des d'un enllaç proporcionat per la pàgina a un servidor d'streaming com Openload, NowVideo o StreamCloud. Tanmateix, el novembre de 2017, la plataforma va publicar un comunicat en el qual s'anunciava que el web d'streaming i descàrregues deixava d'enllaçar amb servidors que violaven els drets d'autor, eliminant així tots els enllaços que ens permetien visualitzar els continguts.
La majoria d'opinions d'PlayMax són molt bones, actualment la puntuació de l'app es troba en un 4.6 sobre 5 d'un total de més de 18.000 opinions, però caldrà veure com evoluciona la plataforma ara que ha decidit realitzar aquest canvi (anteriorment comentat) tan radical.